# CYB5R2
Цитохром-b5-редуктаза 2 (англ. Cytochrome b5 reductase 2) – білок, який кодується однойменним геном, розташованим у людей на короткому плечі 11-ї хромосоми. Довжина поліпептидного ланцюга білка становить 276 амінокислот, а молекулярна маса — 31 458.
| 10         |  | 20         |  | 30         |  | 40         |  | 50         |
| ---------- |  | ---------- |  | ---------- |  | ---------- |  | ---------- |
| MNSRRREPIT |  | LQDPEAKYPL |  | PLIEKEKISH |  | NTRRFRFGLP |  | SPDHVLGLPV |
| GNYVQLLAKI |  | DNELVVRAYT |  | PVSSDDDRGF |  | VDLIIKIYFK |  | NVHPQYPEGG |
| KMTQYLENMK |  | IGETIFFRGP |  | RGRLFYHGPG |  | NLGIRPDQTS |  | EPKKTLADHL |
| GMIAGGTGIT |  | PMLQLIRHIT |  | KDPSDRTRMS |  | LIFANQTEED |  | ILVRKELEEI |
| ARTHPDQFNL |  | WYTLDRPPIG |  | WKYSSGFVTA |  | DMIKEHLPPP |  | AKSTLILVCG |
| PPPLIQTAAH |  | PNLEKLGYTQ |  | DMIFTY     |  |            |  |            |

A: Аланін

C: Цистеїн

D: Аспарагінова кислота

E: Глутамінова кислота

F: Фенілаланін

G: Гліцин

H: Гістидин

I: Ізолейцин

K: Лізин

L: Лейцин

M: Метіонін

N: Аспарагін

P: Пролін

Q: Глутамін

R: Аргінін

S: Серин

T: Треонін

V: Валін

W: Триптофан

Кодований геном білок за функціями належить до оксидоредуктаз, фосфопротеїнів. 
Задіяний у таких біологічних процесах, як метаболізм ліпідів, метаболізм стероїдів, метаболізм стеролів, біосинтез ліпідів, біосинтез стероїдів, біосинтез стеролів, ацетилювання, альтернативний сплайсинг. 
Білок має сайт для зв'язування з НАД, ФАД, флавопротеїном. 